# Verder alles goed
Verder alles goed is een boekje van Nico Dijkshoorn dat verscheen als boekenweekessay 2012. Het is niet opgezet als een essay maar als een briefnovelle waarin telkens aspecten van het thema vriendschap belicht worden. In een interview verklaarde de auteur dat hij bij het vernemen van het thema er 'meteen de associatie brieven bij' had en toen aan de organisatie vroeg 'of het mocht, en het mocht. Toen ben ik losgegaan'.

## Genre
Hoewel het boekje verscheen als boekenweekessay, heeft het niet de gedaante van een essay. Het gaat om fictieve correspondentie van een fictieve hoofdpersoon, Scheut, door Dijkshoorn zelf 'de verknipte hoofdfiguur uit mijn essaybundel' genoemd. De correspondentie gaat steeds in op aspecten van het boekenweekthema van dat jaar, vriendschap, maar de standpunten kunnen niet zonder meer worden toegeschreven aan de auteur Dijkshoorn, volgens wie de hoofdpersoon meestal van hemzelf verschilt: 'Er staan een aantal brieven in aan een dochter en daarin komt de hoofdpersoon wel het dichtst bij mij.' Een eenduidige genretoekenning lijkt niet mogelijk.

## Vorm
Het boekje bestaat uit 27 onderdelen, namelijk 21 fictieve brieven en zes ansichtkaarten, gericht aan negen verschillende personen. Het fictieve gehalte wordt nog verhoogd doordat twee brieven vergezeld gaan van de aanduiding 'niet verstuurd', zodat die zelfs niet hebben gefungeerd als fictieve correspondentie. De geadresseerden zijn vriend Tom (een brief en twee ansichtkaarten), Henk Westbroek van Het Goede Doel (een brief), Carolien, de dochter van Scheut (twee verstuurde brieven en de twee niet verstuurde), Anne (vier brieven), slager Van der Zon (vier brieven en drie ansichtkaarten), Sander (een brief), Kobie (een brief) en de buurman (vier brieven en een ansichtkaart).

## Inhoud
De correspondentie beslaat vrijwel het hele jaar 2011 en de brieven zijn geschreven vanuit onder meer Dublin (waar Scheut in februari verblijft), Madrid (maart) en Indonesië (mei). Alle brieven hebben als onderwerp het thema vriendschap. De brief aan Henk Westbroek is zelfs niets anders dan een tekstanalyse van de hit 'Vriendschap' van Het Goede Doel, op dezelfde manier waarop in de bundel Dijkshoorn een analyse van 'Zwart-wit' van de Frank Boeijen Groep ondernomen wordt. In de eerste brief zegt Scheut de vriendschap met Tom op, maar uit de latere brieven blijkt dat deze opzegging niet gestand wordt gedaan. De brieven aan zijn buurman, die op de cavia van Scheut past, verraden een zekere jaloezie aangaande de band die de buurman naar Scheut vermoedt met het dier opbouwt. De brieven aan zijn dochter laten zien dat Scheut onzeker is over zijn vaderrol: moet hij een echte vader zijn of meer een soort vriend.

## Titel
De titel is de vaste formule waarmee Scheut de meeste brieven afsluit. Het is geen vraag van de afzender aan de geadresseerde, maar een mededeling dat met hemzelf alles goed is.